# Casais (Tomar)
Casais é uma povoação portuguesa do Município de Tomar que foi sede da extinta Freguesia de Casais, freguesia que tinha 27,35 km² de área e 2 342 habitantes (2011), e, por isso, uma densidade populacional de 85,6 hab/km².
A Freguesia de Casais foi extinta (agregada) pela reorganização administrativa de 2012/2013, sendo o seu território integrado na Freguesia de Casais e Alviobeira.

## População
| População da freguesia de Casais | População da freguesia de Casais | População da freguesia de Casais | População da freguesia de Casais | População da freguesia de Casais | População da freguesia de Casais | População da freguesia de Casais | População da freguesia de Casais | População da freguesia de Casais | População da freguesia de Casais | População da freguesia de Casais | População da freguesia de Casais | População da freguesia de Casais | População da freguesia de Casais | População da freguesia de Casais |
| -------------------------------- | -------------------------------- | -------------------------------- | -------------------------------- | -------------------------------- | -------------------------------- | -------------------------------- | -------------------------------- | -------------------------------- | -------------------------------- | -------------------------------- | -------------------------------- | -------------------------------- | -------------------------------- | -------------------------------- |
| 1864                             | 1878                             | 1890                             | 1900                             | 1911                             | 1920                             | 1930                             | 1940                             | 1950                             | 1960                             | 1970                             | 1981                             | 1991                             | 2001                             | 2011                             |
| 2 136                            | 2 390                            | 2 614                            | 2 926                            | 3 343                            | 3 468                            | 3 795                            | 3 947                            | 4 084                            | 4 122                            | 3 149                            | 3 676                            | 2 472                            | 2 471                            | 2 342                            |

| Distribuição da População por Grupos Etários | Distribuição da População por Grupos Etários | Distribuição da População por Grupos Etários | Distribuição da População por Grupos Etários | Distribuição da População por Grupos Etários | Distribuição da População por Grupos Etários | Distribuição da População por Grupos Etários | Distribuição da População por Grupos Etários | Distribuição da População por Grupos Etários | Distribuição da População por Grupos Etários |
| -------------------------------------------- | -------------------------------------------- | -------------------------------------------- | -------------------------------------------- | -------------------------------------------- | -------------------------------------------- | -------------------------------------------- | -------------------------------------------- | -------------------------------------------- | -------------------------------------------- |
| Ano                                          | 0-14 Anos                                    | 15-24 Anos                                   | 25-64 Anos                                   | > 65 Anos                                    |                                              | 0-14 Anos                                    | 15-24 Anos                                   | 25-64 Anos                                   | > 65 Anos                                    |
| 2001                                         | 401                                          | 318                                          | 1 231                                        | 521                                          |                                              | 16,2%                                        | 12,9%                                        | 49,8%                                        | 21,1%                                        |
| 2011                                         | 320                                          | 243                                          | 1 205                                        | 574                                          |                                              | 13,7%                                        | 10,4%                                        | 51,5%                                        | 24,5%                                        |

Média do País no censo de 2001: 0/14 Anos-16,0%; 15/24 Anos-14,3%; 25/64 Anos-53,4%; 65 e mais Anos-16,4%
Média do País no censo de 2011: 0/14 Anos-14,9%; 15/24 Anos-10,9%; 25/64 Anos-55,2%; 65 e mais Anos-19,0%